# Park im. Stanisława Moniuszki w Łodzi
Park im. Stanisława Moniuszki w Łodzi (dawniej Park Kolejowy lub też Ogród Kolejowy; w języku jidysz nazywany Koligurtn) – park znajdujący się w obrębie ulic: Składowa, Kilińskiego, Narutowicza, Polskiej Organizacji Wojskowej. Utworzony został w 1875 roku, powierzchnia całkowita 2,3 ha.

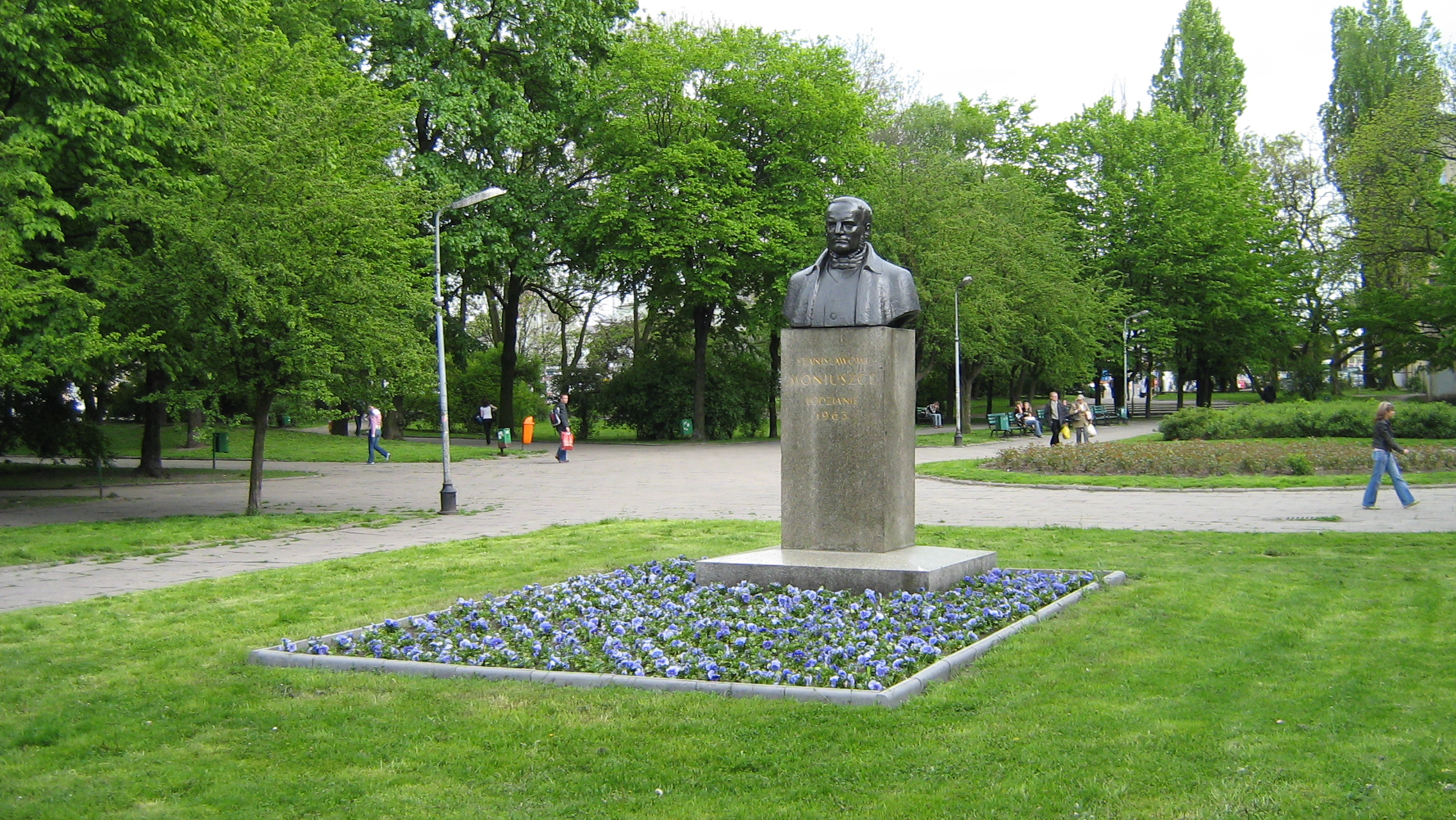
Przed renowacją (2008)

Park został utworzony w 1875 roku jako skwer publiczny (później zwany Parkiem Kolejowym) z myślą o ludziach korzystających z dworca kolejowego Łódź Fabryczna, którego gmach wzniesiono w 1868 roku. Na terenie dzisiejszego parku znajdował się las, zaistniała zatem konieczność wybudowania ścieżek doprowadzających do dworca. Pierwsze plany parku wykonał architekt miejski Hilary Majewski. Był to drugi park w Łodzi (pierwszym był park „Źródliska” założony w roku 1840).
W parku zasadzono sosny, świerki, brzozy, klony, kasztany, lipy, topole i wierzby płaczące – część z nich rośnie w parku do dziś. Na środku parku umiejscowiono plac z ozdobnym klombem. Park był przebudowywany w latach 30. XX wieku. W 1884 roku w parku została wzniesiona katedra prawosławna św. Aleksandra Newskiego. Park zaczęto nieoficjalnie nazywać parkiem Aleksandryjskim.
W latach 60. XX wieku park został przemianowany na park im. Stanisława Moniuszki, kompozytora Prząśniczki – hejnału Łodzi. W parku stoi pomnik – popiersie Stanisława Moniuszki, ufundowany w 1963 roku przez mieszkańców Łodzi. Autorami rzeźby są łódzcy plastycy Elwira i Jerzy Mazurczyk. Pomnik początkowo stał tyłem do ulicy Narutowicza, w 1970 roku obrócono go na prośbę mieszkańców. Centrum parku tworzą wraz z pomnikiem trzy klomby.
W parku znajduje się pomnik przyrody: buk pospolity. W latach 1994–1995 park został częściowo ogrodzony niskim murkiem. W 2000 roku przeprowadzono specjalistyczną pielęgnację najstarszych drzew w tym parku.
W latach 2019–2020 park przeszedł rewitalizację, która obejmowała remont alejek, nowe meble miejskie, nasadzenia, budowę placu zabaw oraz powiększenie parku o około 600m2. kosztem terenów u zbiegu ulic Kilińskiego i Rodziny Poznańskich, na których pierwotnie stała kamienica.